# Flaga Wysp Alandzkich
Flaga Wysp Alandzkich – Wyspy Alandzkie ustanowiły własną flagę 7 kwietnia 1954 roku. 
Przyjęcie flagi szwedzkiej z dodatkiem czerwonego krzyża odzwierciedla fakt, że większość mieszkańców wysp jest pochodzenia szwedzkiego. Barwa czerwona, przyjęta z herbu Finlandii, symbolizuje zarówno mieszkańców pochodzenia fińskiego, jak i przynależność wysp do Finlandii. Również barwy żółta i niebieska na fladze mają podwójną symbolikę, gdyż są jednocześnie barwami szwedzkimi i barwami herbu Wysp Alandzkich. Proporcje flagi to 26:17, w szerokości 16:3:4:3:26, w wysokości 12:3:4:3:12. 
Flaga wywieszana jest oficjalnie kilkanaście razy w roku, w tych samych dniach co w Finlandii. Ponadto 30 marca (Dzień Demilitaryzacji Wysp Alandzkich), w ostatnią niedzielę kwietnia (Dzień Flagi Alandzkiej) oraz 9 czerwca (Dzień Autonomii), na pamiątkę pierwszego posiedzenia rządu 9 czerwca 1922.